# Silvestre Ekolo
Silvestre Ekolo (20 settembre 1984) è un ex calciatore equatoguineano.